# Cratere MacMillan
MacMillan è un cratere lunare intitolato all'astronomo e matematico statunitense William D. MacMillan. È un cratere emisferico situato ai margini orientali del Mare Imbrium, poco a sudovest di un picco solitario, e nelle vicinanze del bordo meridionale dei Montes Archimedes. La sua albedo risalta rispetto a quella del mare circostante. I bordi dell'orlo hanno un'albedo leggermente più alta.
Tale cratere era un tempo identificato come 'Archimede F', prima di ricevere un nome ufficiale dall'Unione Astronomica Internazionale.